# Дхаммапада
Дхаммапада — одно из важнейших произведений буддийской литературы, составленное, как говорит традиция, из стихотворных изречений Будды Шакьямуни, произносившихся им по поводу того или иного случая. В Дхаммападе, созданной, как полагают учёные,  около III века до н. э.:33, изложены основные этические принципы раннего буддизма:46. Входит в раздел Кхуддака-никая палийского канона. Знаменитый сборник изречений, важная составная часть буддийского канона, означающий «Стезя добродетели» (варианты перевода названия — «Основа Закона», «Стопы учения», «Опоры, на которых жизнь держится», «Строфы, изречённые Буддой»). По мнению ряда учёных (В. П. Андросов, А. В. Парибок, М. Т. Степанянц), как единое произведение «Дхаммапада» сложилась намного позже жизни Будды, в ней используются разные авторские стили, разных периодов и социальных слоёв.

## Состав и источники
Палийский текст Дхаммапады состоит из двадцати шести глав, включающих 428 изречений Будды Шакьямуни, каждое из которых освещает достаточно глубокие вопросы, и в то же время все они изложены максимально просто, чтобы быть доступными даже необразованному читателю или слушателю. Существует несколько версий Дхаммапады. Так, версия, представленная в китайском буддийском каноне, гораздо более пространная, нежели палийская и содержит тридцать две главы (Дхаммапада на пали содержит 26 глав).
Канонический палийский текст является самой короткой версией Дхаммапады. Есть также её санскритский аналог «Удана-варга» («Главы о Радости», тиб. Ched du brjod pa’i tshom), которая состоит приблизительно из 1 тыс. строф, отредактированных в школе сарвастивада.
Большие фрагменты (иногда главы) Дхаммапады не производят впечатления отдельных, вырванных из контекста афоризмов, но, напротив, производят скорее впечатление целой проповеди (беседы) или её большого фрагмента.

## Оглавление
(палийский канон)
I. Глава парных строф (1—20) 

II. Глава о серьёзности (21—32) 

III. Глава о мысли (33—43) 

IV. Глава о цветах (44—59) 

V. Глава о глупцах (60—75) 

VI. Глава о мудрых (76—89) 

VII. Глава об Архатах (90—99) 

VIII. Глава о тысяче (100—115) 

IX. Глава о зле (116—128) 

X. Глава о наказании (129—145) 

XI. Глава о старости (146—156) 

XII. Глава о своём я (157—166) 

XIII. Глава о мире (167—178) 

XIV. Глава о просветлённом (179—196) 

XV. Глава о счастье (197—208) 

XVI. Глава о приятном (209—220) 

XVII. Глава о гневе (221—234) 

XVIII. Глава о скверне (235—255) 

XIX. Глава о соблюдающем дхамму (256—272) 

XX. Глава о пути (273—289) 

XXI. Глава о разном (290—305) 

XXII. Глава о преисподней (306—319) 

XXIII. Глава о слоне (320—333) 

XXIV. Глава о желании (334—359) 

XXV. Глава о бхикшу (360—382) 

XXVI. Глава о брахманах (383—423) 

## Переводы
- Дхаммапада / Перевод с пали, введение и комментарии В. Н. Топорова; ответственный редактор Ю. Н. Рерих, Ин-т Востоковедения РАН. — М.: Изд-во восточной литературы, 1960. — 160 с. — (Bibliotheca Buddhica. ХХХI. Памятники литературы народов Востока. Переводы. III)
- Дхаммапада [ Учительные строфы Будды Шакьямуни ] / Пер. A. B. Парибка // Буддизм в России. — 1999. — №32. — С.5-14; То же (продолжение) // Буддизм в России. — 2001. — №33. — С. 3-14.
- Дхаммапада / Пер. Хаима Броша. Изд-во "ФЛ", 2015
- Дхаммапада. Пер. Н. И. Герасимова. М. 1898